# 克里斯蒂安·卢施
克里斯蒂安·卢施（德語：Christian Lusch，1981年2月19日—），德国男子射击运动员。他曾代表德国参加2004年夏季奥林匹克运动会射击比赛，获得男子50米步枪卧射银牌。